# Andris Sprūds

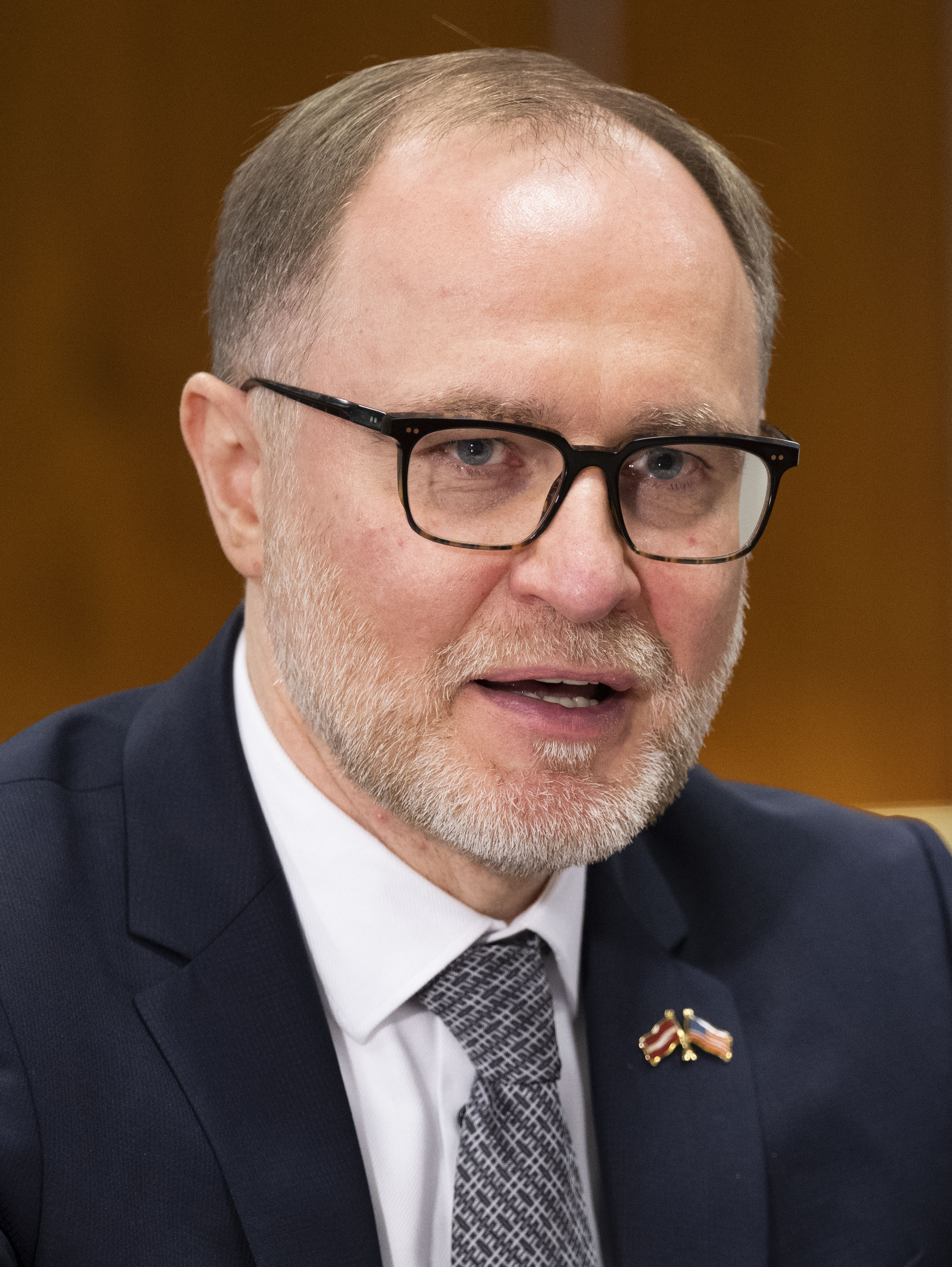
Andris Sprūds (2024)

Andris Sprūds (* 13. Juli 1971 in Liepāja, Lettische Sozialistische Sowjetrepublik) ist ein lettischer Politiker der Progresīvie, der unter anderem seit 2023 Verteidigungsminister im Kabinett Siliņa ist.

## Leben
Andris Sprūds absolvierte ein Studium an der Central European University (CEU) in Budapest, welches er 1997 mit einem Master in mitteleuropäischer Geschichte beendete. Ein Studium der Politikwissenschaften an der Universität Lettlands schloss er 1998 mit einem weiteren Master ab. 2005 schloss er seine Promotion zum Doktor der Politikwissenschaften an der Jagiellonen-Universität in Krakau ab. Er lehrte als Professor an der Stradiņš-Universität Riga (RSU) und war auch Direktor des Lettischen Institut für Auswärtige Angelegenheiten LĀI (Latvijas Ārpolitikas institūts).

### Politik
Bei der Parlamentswahl am 1. Oktober 2022 wurde Sprūds für die Liste der grün-sozialdemokratischen Progressiven (Progresīvie) zum Mitglied des Saeima, des lettischen Parlaments, gewählt. Während seiner Parlamentszugehörigkeit war er in der 14. Legislaturperiode des Saeima vom 23. November 2022 bis zum 24. November 2022 Mitglied und anschließend zwischen dem 24. November 2022 und dem 20. September 2023 Vorsitzender des Ausschusses für Europäische Angelegenheiten. Darüber hinaus war er stellvertretendes Mitglied des Unterausschusses für Hochschulbildung, Wissenschaft und Humankapital (20. Dezember 2022 bis 23. September 2023), des Unterausschusses für umfassende Landesverteidigung (20. Dezember 2022 bis 23. September 2023) sowie des Unterausschusses für Umwelt, Klima und Energie (11. Januar bis 20. September 2023).
Am 15. September 2023 übernahm Andris Sprūds im Kabinett von Ministerpräsidentin Evika Siliņa den Posten des Verteidigungsministers (Aizsardzības ministrs). Aufgrund der Ministertätigkeit ruht derzeit seine Mitgliedschaft in der Saeima.

## Veröffentlichungen
- Northern distribution network : redefining partnerships within NATO and beyond, Mitherausgeberin Diana Potjomkina, Latvian Institute of International Affairs, Riga 2013, ISBN 978-9984-583-47-1
- Economic diplomacy of the Baltic States, Mitherausgeber Kārlis Bukovskis, Latvian Institute of International Affairs, Friedrich Ebert Stiftung, Riga 2014, ISBN 978-9984-583-56-3
- Riga dialogue towards a shared security environment. Afterthouhts from the Riga Security Seminar 2015, Latvian Institute of International Affairs, Riga 2015, ISBN 978-9984-583-64-8
- Towards reassurance and solidarity in the Euro-Atlantic community Riga conference papers 2015, Mitherausgeber Kārlis Bukovskis, Latvian Institute of International Affairs, Riga 2015, ISBN 978-9984-583-65-5
- The different faces of „soft power“. The Baltic States and eastern neighborhood between Russia and the EU, Mitherausgeber Toms Rostoks, Latvian Institute of International Affairs, Riga 2015, ISBN 978-9984-583-61-7
- Dilemmas of europeanisation political choices and economic transformations in the Eastern partnership countries, Mitherausgeber Aldis Austers, Ilvija Bruge, Latvian Institute of International Affairs, Friedrich-Ebert-Stiftung, Riga 2016, ISBN 978-9984-583-74-7
- Latvia and the United States revisiting a strategic partnership in a transforming environment, Mitherausgeberin Diana Potjomkina, Latvian Institute of International Affairs, Riga 2016, ISBN 978-9984-583-76-1
- The Centenary of Latvias's foreign affairs. Ideas and personalities, Mitherausgeber Diāna Potjomkina, Valters Ščerbinskis, 2016, ISBN 978-9984-583-99-0
- The Centenary of Latvia's Foreign Affairs. Scenarios for the Future, Mitherausgeber Kārlis Bukovskis, Valters Ščerbinskis, Latvian Institute of International Affairs, Riga 2017, ISBN 978-9934-567-30-8
- Perceptions of Germany in the security of the Baltic Sea region, Mitherausgeberin Elizabete Vizgunova, Latvian Institute of International Affairs, Riga 2018, ISBN 978-9934-567-26-1
- The Centenary of Latvia's Foreign Affairs. Activities and Personalities, Mitherausgeber Valters Ščerbinskis, Diāna Potjomkina, Latvian Institute of International Affairs, Riga 2018, ISBN 978-9934-567-15-5
- The Riga conference papers 2019. NATO at 70 in the baltic sea region, Mitherausgeber Māris Andzāns, Sandis Šrāders, Latvian Institute of International Affairs, Riga 2019, ISBN 978-9934-567-38-4